# 龍運巴士E43線
龍運巴士E43線是香港一條大嶼山北部對外巴士路線，來往粉嶺（華明）及東涌發展碼頭，途經祥華邨、聯和墟、天平邨、清河邨、新田公路、紅橋、屯門赤鱲角隧道、東涌北及東涌市中心，不經機場及後勤區，只於星期一至五上午及下午繁忙時間分別提供兩班往大嶼山及兩班往北區方向的服務，以便北區居民享有較廉價往返大嶼山的巴士服務。
本線投入服務初期曾經取代城巴E22A線成為香港境內路程最長的日間巴士路線，更曾經取代九巴69C和258P線成為香港境內行車時間最長日間非循環路線，改道後成為首條取道屯門赤鱲角隧道的北區巴士路線。

## 歷史
過往，北區與東涌之間不設任何「E線」巴士服務。往返兩地的乘客需乘搭車費較為高昂的機場巴士路線A43系列，再於青馬收費廣場轉乘其他「E線」。因此，時任立法會議員葉偉明在2012年要求龍運巴士增設往返北區和機場的「E線」。惟巴士公司以客量不足和造成資源浪費為由拒絕，僅在新一份專營權在2013年5月1日生效時，推出多項全新票價優惠計劃，包括A43線回程八折優惠，以及新增A43線與九巴73、270及273B線轉乘計劃「服務」往返兩地的居民。
在2017年，龍運巴士建議開辦新路線E43，以方便北區居民以較低票價來往大嶼山，亦能配合東涌北一帶的發展，試辦6個月。不少區議員對行車路線安排大表不滿，批評此線在大嶼山只服務東涌北，不利北區居民往返東涌與機場後勤區。因此，運輸署於同年9月建議新路線來回方向加停東薈城及東涌纜車站，方便北區居民可於東涌市中心轉乘S64線往返機場後勤區。
几经波折，E43線最終落實於2021年5月10日投入服務，試辦六個月至同年11月9日，其後再次延長至2月9日及5月9日。
2022年8月8日：來回程改行屯門赤鱲角隧道，不再取道吐露港公路、青沙公路及青嶼幹線，回程不經青衣市中心，全程收費由原本$17.0下調至$14.3，來回程需加經新運路並增設中途站，往東涌方向增設屯門公路「紅橋」，往粉嶺方向增設屯門公路「新墟街巿」及「紅橋」。

## 服務時間及班次
- 星期一至五：
  - 粉嶺（華明）開：06:00、07:00
  - 東涌發展碼頭開：17:30、18:30

星期六、日及公眾假期不設服務

## 收費
全程：$14.8
- 紅橋往東涌發展碼頭：$14.4
- 屯門赤鱲角隧道轉車站往東涌發展碼頭：$12.4
- 過北大嶼山公路後往東涌發展碼頭：$3.8
- 過粉嶺公路後往粉嶺（華明）：$4.9

| - 本線設有12歲以下小童及65歲或以上長者半價優惠。 - 65歲或以上香港居民使用「樂悠咭」，以及12歲以下合資格殘疾兒童使用「殘疾人士身份」個人八達通繳付車資，均可享有每程$2.0或半價（以較低者為準）的票價優惠；12至64歲合資格殘疾人士使用「殘疾人士身份」個人八達通（包括「樂悠咭」），以及60至64歲香港居民使用「樂悠咭」繳付車資，均可享有每程$2.0或全費（以較低者為準）的票價優惠。 - 65歲或以上長者如使用長者或一般個人八達通繳付車資，則只可享有半價優惠；12至64歲合資格殘疾人士如不使用「殘疾人士身份」個人八達通，以及60至64歲人士如不使用「樂悠咭」繳付車資，必須繳付全費。 - 乘客可以現金或八達通於上車時付款，不設找續。 - 每位成人乘客可免費攜帶最多兩名4歲以下而不佔座位的兒童乘客乘車，超額之4歲以下小童必須繳付小童車費乘車。 - 持有「九巴月票」之乘客在車票有效期內，每日可享最多10程任何九龍巴士及龍運巴士路線（包括本路線，以及聯營路線的九龍巴士／龍運巴士提供的班次；惟乘搭機場「A」及「NA」線則可享原價二七折優惠（不會計算每天10次合資格車程））；而B1線則每日可享最多各2程（不會計算每天10次合資格車程）。 - 九龍巴士、城巴、龍運巴士及陽光巴士全職員工及家屬（不包括外判職員）可免費乘搭本路線，惟必須拍職員或職員家屬八達通。 - 乘客亦可透過多元化電子支付系統（e度嘟）繳付車資，包括使用非接觸式VISA卡、JCB卡、萬事達卡、銀聯卡、美國運通、大來國際、Discover Card、Apple Pay、Google Pay、Samsung Pay、AlipayHK「易乘碼」、支付寶、WeChatHK／微信支付「搭車碼」、銀聯雲閃付「乘車碼」及BOC Pay「乘車碼」。乘客使用此付款方式，使用此支付方式的乘客可享有中途下車之分段收費，以及與其他九巴／龍運獨營路線或聯營線九巴／龍運班次之轉乘優惠，惟不適用於與非九巴／龍運路線之轉乘優惠，亦不能享有「公共交通費用補貼計劃」及「長者及合資格殘疾人士公共交通票價優惠計劃」。 |

## 用車
本線於上、下時段分別獲派兩輛用車行走，所有用車均由A43線抽調。

## 行車路線

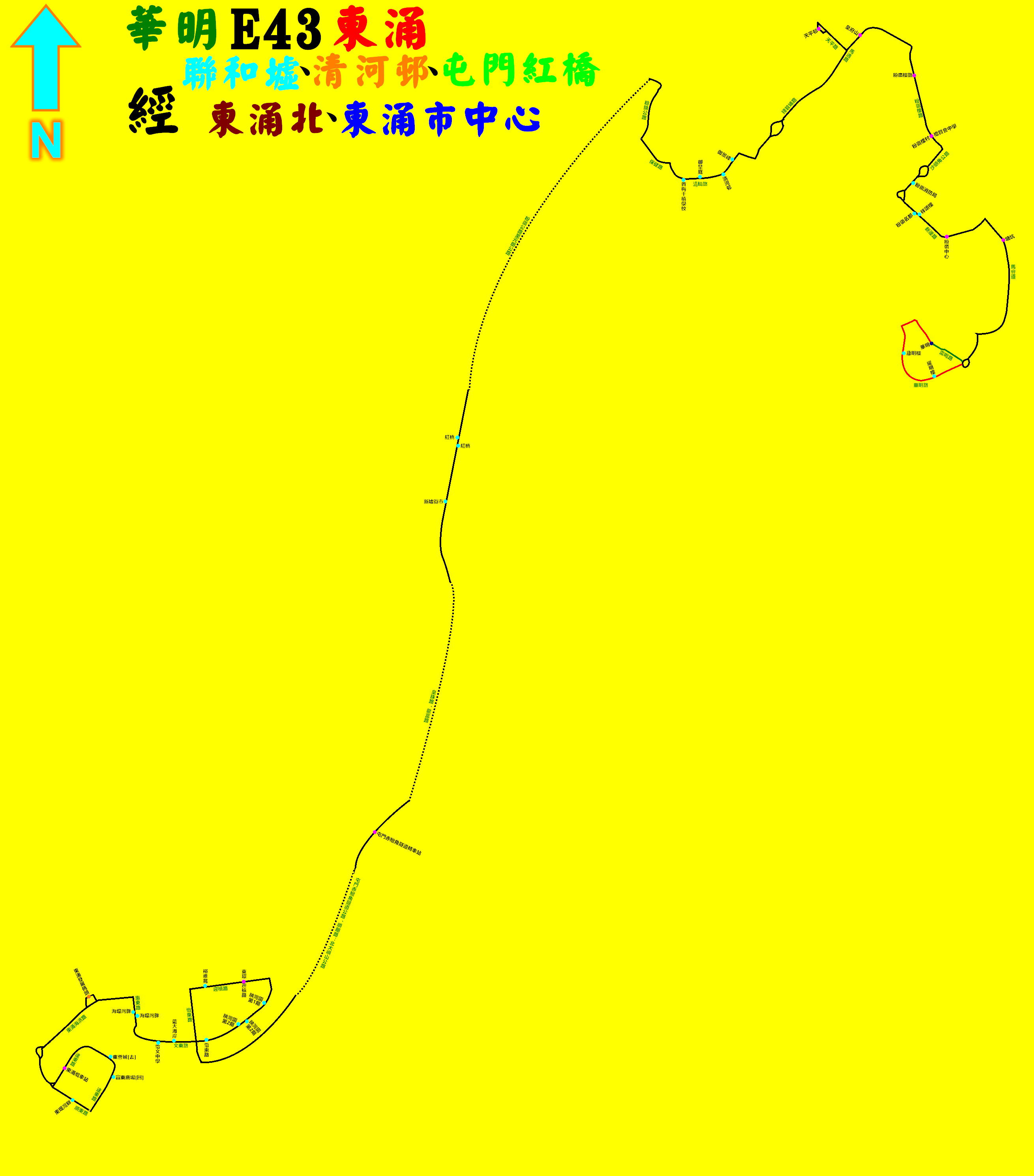
E43線的走線圖

粉嶺（華明）開經：雷鳴路、偉明街、華明路、百和路、馬會道、新運路、沙頭角公路—龍躍頭段、粉嶺樓路、馬適路、天平路、天平邨巴士總站、天平路、馬適路、掃管埔路、百和路、清曉路、保健路、粉錦公路、粉嶺公路、新田公路、元朗公路、屯門公路、皇珠路、龍富路、屯門赤鱲角隧道公路、順朗路、北大嶼山公路、東涌東交匯處、怡東路、迎禧路、文東路、惠東路、東涌海濱路、順東路、達東路、順東路及東涌海濱路。
東涌發展碼頭開經：東涌海濱路、順東路、達東路、順東路、東涌海濱路、惠東路、文東路、迎禧路、怡東路、東涌東交匯處、北大嶼山公路、順朗路、屯門赤鱲角隧道公路、龍富路、皇珠路、屯門公路、元朗公路、新田公路、粉嶺公路、粉錦公路、保健路、清曉路、百和路、掃管埔路、馬適路、天平路、天平邨巴士總站、天平路、馬適路、粉嶺樓路、沙頭角公路—龍躍頭段、新運路、馬會道、百和路、華明路及雷鳴路。

### 沿線車站
| 粉嶺（華明）開 | 粉嶺（華明）開             | 粉嶺（華明）開         | 東涌新發展碼頭開 | 東涌新發展碼頭開           | 東涌新發展碼頭開       |
| 序號           | 車站名稱                   | 位置                   | 序號             | 車站名稱                   | 位置                   |
| -------------- | -------------------------- | ---------------------- | ---------------- | -------------------------- | ---------------------- |
| 1              | 華明巴士總站               | 華明巴士總站           | 1                | 東涌新發展碼頭巴士總站     | 東涌新發展碼頭巴士總站 |
| 2              | 華明邨康明樓               | 華明路                 | 2                | 東涌纜車站                 | 達東路                 |
| 3              | 華明邨耀明樓               | 華明路                 | 3                | 富東廣場                   | 達東路                 |
| 4              | 塘坑                       | 馬會道                 | 4                | 海堤灣畔                   | 惠東路                 |
| 5              | 粉嶺中心                   | 新運路                 | 5                | 藍天海岸                   | 文東路                 |
| 6              | 粉嶺名都（B1）             | 新運路                 | 6                | 映灣園第二期               | 文東路                 |
| 7              | 粉嶺樓村                   | 粉嶺樓路               | 7                | 映灣園第一期               | 文東路                 |
| 8              | 粉嶺樓路                   | 粉嶺樓路               | 8                | 迎禧路                     | 迎禧路                 |
| 9              | 皇府山                     | 馬適路                 | 9                | 屯門赤鱲角隧道轉車站（T1） | 屯門赤鱲角隧道         |
| 10             | 天平邨                     | 天平邨巴士總站         | 10               | 新墟街市                   | 屯門公路               |
| 11             | 清河邨                     | 清曉路                 | 11               | 紅橋                       | 屯門公路               |
| 12             | 曾梅千禧學校               | 清曉路                 | 12               | 御皇庭                     | 清曉路                 |
| 13             | 紅橋                       | 屯門公路               | 13               | 御景峰                     | 清曉路                 |
| 14             | 屯門赤鱲角隧道轉車站（A4） | 屯門赤鱲角隧道         | 14               | 天平邨                     | 天平邨巴士總站         |
| 15             | 迎禧路裕雅苑               | 迎禧路                 | 15               | 皇府山                     | 馬適路                 |
| 16             | 東環                       | 迎禧路                 | 16               | 粉嶺樓路                   | 粉嶺樓路               |
| 17             | 映灣園第二期               | 文東路                 | 17               | 禮賢會中學                 | 粉嶺樓路               |
| 18             | 怡東路                     | 文東路                 | 18               | 粉嶺消防局                 | 沙頭角公路—龍躍頭段    |
| 19             | 怡文中學                   | 文東路                 | 19               | 祥華邨祥頌樓（A1）         | 新運路                 |
| 20             | 海堤灣畔                   | 惠東路                 | 20               | 粉嶺中心                   | 新運路                 |
| 21             | 東涌纜車站                 | 達東路                 | 21               | 塘坑                       | 馬會道                 |
| 22             | 東薈城                     | 達東路                 | 22               | 華明巴士總站               | 華明巴士總站           |
| 23             | 東堤灣畔                   | 順東路                 |                  |                            |                        |
| 24             | 東涌新發展碼頭巴士總站     | 東涌新發展碼頭巴士總站 |                  |                            |                        |

## 爭議
E43線在北區依次序途經聯和墟、天平邨及清河邨，再取道繁忙時間經常擠塞的吐露港公路及大埔公路－沙田段，回程更繞經青衣市中心，車程冗長且走線迂迴，单程行車時間超過120分鐘。有乘客紛紛形容「坐到嘔」，諷刺為「Buscation」（巴士漫遊），首日運作第二班上午班次更有乘客聽到車長駕駛到青嶼幹線收費廣場時表示「已經揸咗一個鐘頭零八個字啦！」（已經駕駛1小時40分鐘了）。更有網民笑指龍運應該如一般航班般提供嘔吐袋、飛機餐、枕頭，以及在車廂內播放音樂。事實上，此線走線迂迴之餘，亦未有與服務機場後勤區的巴士路線提供轉乘優惠，使北區居民非常不滿，因此有區議員建議此路線改經大欖隧道或屯門赤鱲角隧道公路，以及增加轉乘優惠。
於2022-2023年度巴士路線計劃，龍運巴士及運輸署終建議此路線改經新田公路及屯門赤鱲角隧道公路，不再經吐露港公路、青沙公路及青衣，以回應區議員及地區人士的訴求，並繞經粉嶺中心的一段新運路及因應行車里數減少而下調車資。並於同年8月8日實施。

## 外部連結
- 龍運E43線官方網站路線資料
- 龍運巴士E43線－681巴士總站 （页面存档备份，存于）
- 香港巴士大典上的相关条目：龍運巴士E43線